# اچ‌ام‌اس بریستول (۱۷۱۱)
اچ‌ام‌اس بریستول (۱۷۱۱) (به انگلیسی: HMS Bristol (1711)) یک کشتی بود که طول آن ۱۳۰ فوت (۳۹٫۶ متر) بود.